# Кацас, Грегори
Гре́гори Джордж «Грег» Ка́цас (англ. Gregory George «Greg» Katsas; род. 6 августа 1964, Бостон, Массачусетс, США) — американский адвокат, судья апелляционного суда США по округу Колумбия, заместитель юрисконсульта Белого дома. Член Республиканской партии. Второй после Николаса Цукаласа грек, занявший пост старшего судьи США. Лауреат Премии Эдмунда Рэндольфа за исключительную государственную службу (2009) — высшей награды, присуждаемой министерством юстиции США. Член Американской академии адвокатов апелляционных судов (2016).

## Биография
Родился в семье греческих иммигрантов.
Окончил Принстонский университет со степенью бакалавра гуманитарных наук (1986) и Гарвардскую школу права со степенью доктора права (1989).

### Карьера
В 1989—1992 годах служил секретарём по правовым вопросам судьи Кларенса Томаса в апелляционном суде США по округу Колумбия и Верховном суде США, а также судьи Эдварда Роя Беккера в апелляционном суде третьего округа США.
В 1992—2001 и 2009—2017 годах, до начала работы в офисе юрисконсульта Белого дома, являлся партнёром в международной юридической фирме «Jones Day», где специализировался на гражданском судопроизводстве и судебных процессах в апелляционных инстанциях.
В 2001—2009 годах занимал несколько руководящих должностей в министерстве юстиции, в том числе помощника генерального прокурора США в отделе по гражданским делам и и. о. младшего помощника генерального прокурора.
В начале 2017 года был назначен юридическим советником президента США Дональда Трампа по известному делу о предполагаемой причастности России к выборам в США. С конца этого же года — судья апелляционного суда США по округу Колумбия.

## Личная жизнь
В браке с супругой Симон имеет двух дочерей.
Прихожанин греческой православной церкви Св. Екатерины в Фолс-Черче (Вирджиния).